# Diphasiastrum angustiramosum
Diphasiastrum angustiramosum là một loài thực vật có mạch trong Họ Thạch tùng. Loài này được (Alderw.) Holub mô tả khoa học đầu tiên năm 1975.